# Bay Roberts (baai)
Bay Roberts is een baai van het eiland Newfoundland in de Canadese provincie Newfoundland en Labrador. De 13 km² metende Bay Roberts is een inham van de grote Conception Bay.

## Geografie
Bay Roberts is een van de talrijke grote zijbaaien aan de westzijde van Conception Bay. Dat is de grote noordelijke baai van Newfoundlands zuidoostelijke schiereiland Avalon. Bay Roberts zelf snijdt in op het schiereiland Bay de Verde, het noordwestelijke subschiereiland van Avalon.
De baai is van zuidwest naar noordoost 7,5 km lang en heeft een maximale breedte van zo'n 2,5 km. Ze wordt in het noordwesten begrensd door het schiereiland van Bay Roberts en in het zuidwesten door het schiereiland van Port de Grave.
In het uiterste noorden is de kust erg ruw met spectaculaire rotsformaties. Het aldaar gelegen Fergus Island is het enige eiland in de baai.

### Plaatsen
In het westen en noorden grenst de baai aan het grondgebied van de naar de baai vernoemde gemeente Bay Roberts. Zowel Bay Roberts-centrum als de buurt Coley's Point liggen aan de baai. Het zuidoostelijke schiereiland dat de baai begrensd is gemeentevrij. Het grootste gehucht aldaar is Port de Grave, dat ook een overkoepelende naam is voor alle plaatsen op dat kleine schiereiland.

## Galerij

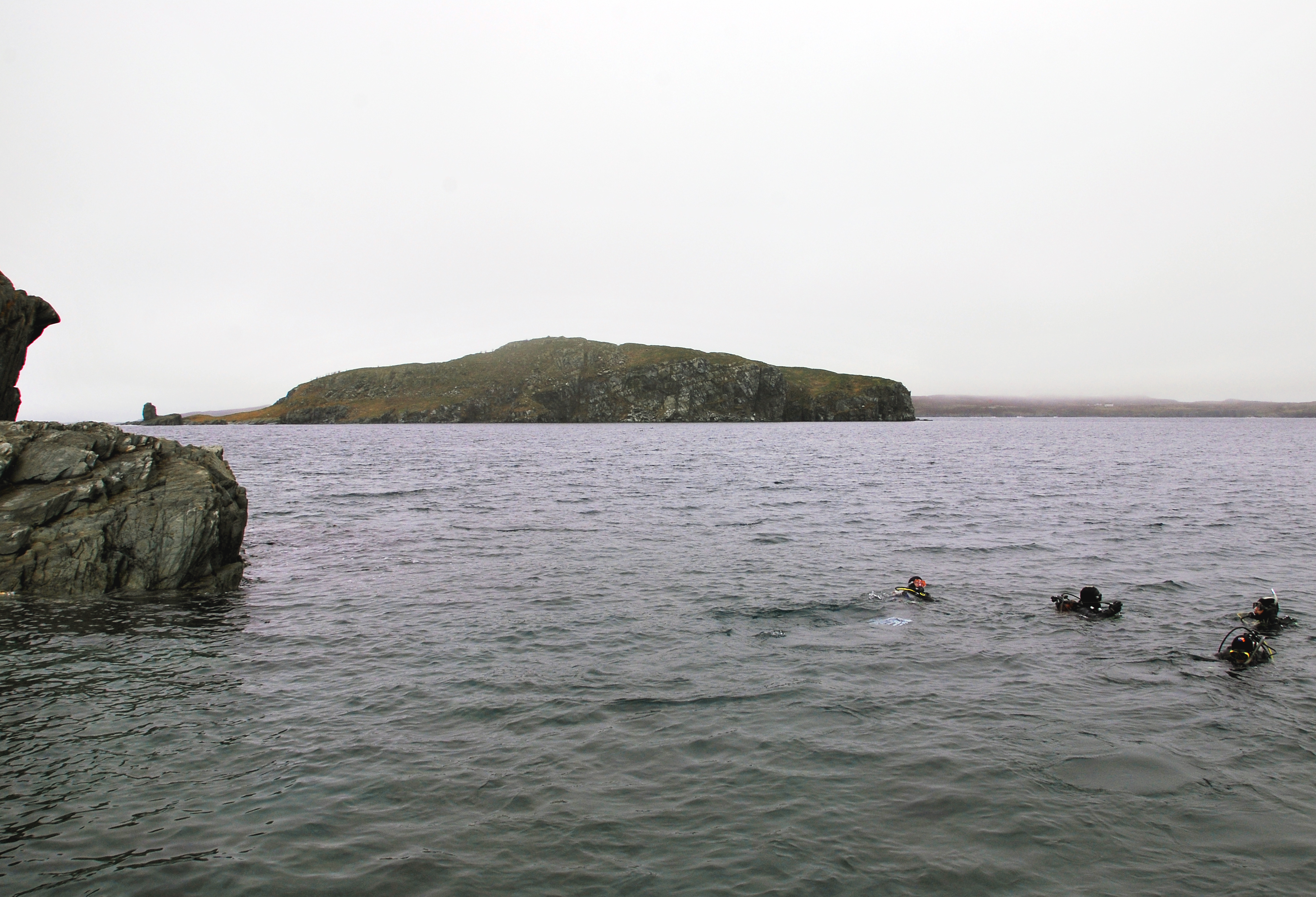
Enkele duikers in de baai met op de achtergrond Fergus Island
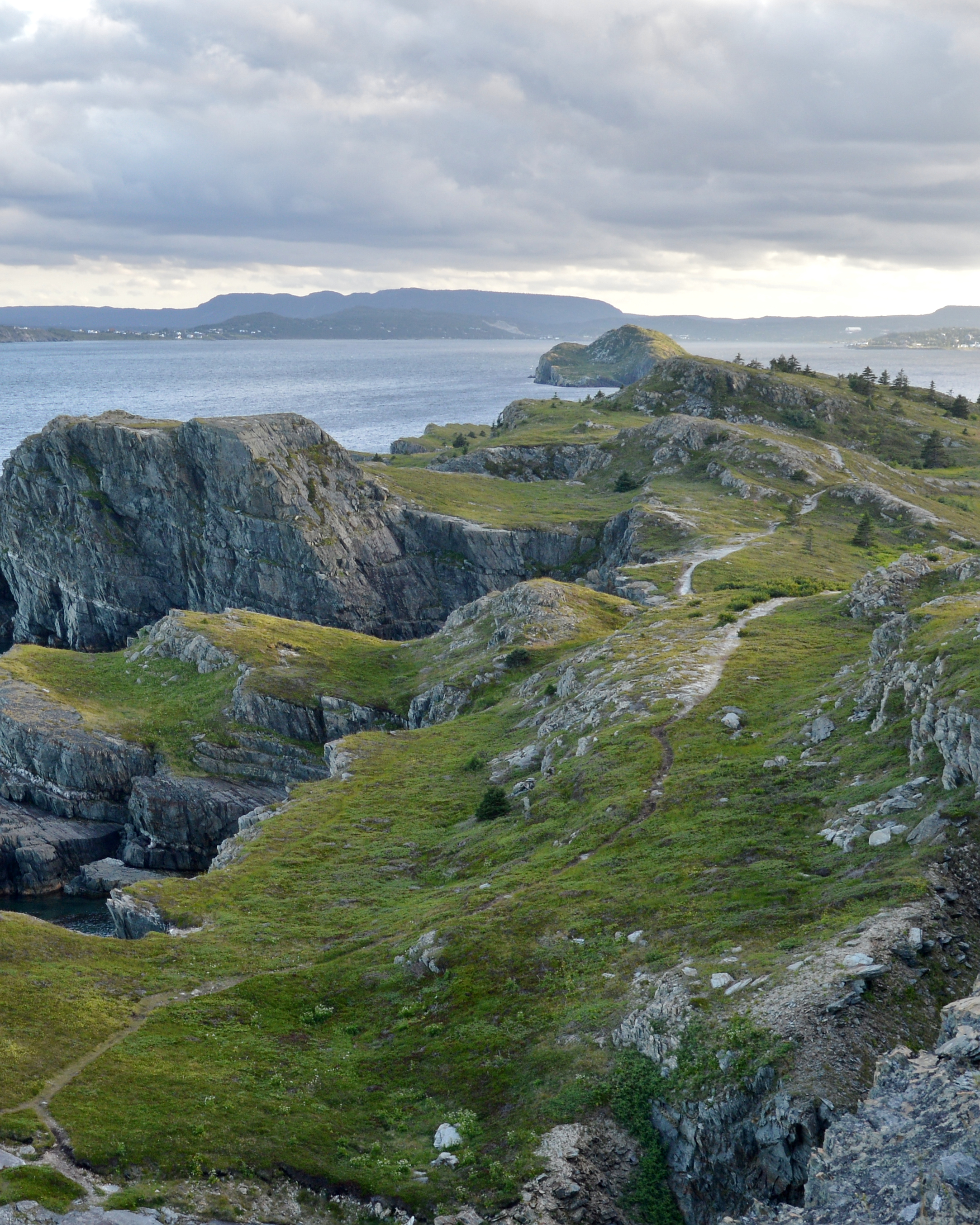
Zicht op Bay Roberts vanuit het noorden